# Catherine Maria Fanshawe
Catherine Maria Fanshawe (ur. 6 lipca 1765, zm. 17 kwietnia 1834) – angielska poetka tworząca w epoce oświecenia i romantyzmu. Za życia nie opublikowała właściwie nic, oprócz paru utworów w antologii A Collection of Poems From Living Authors (1823). Jest autorką znanego utworu The Riddle in the Letter H (Zagadka na literę H), mylnie przypisywanego niekiedy George'owi Gordonowi Byronowi. Pisała liryki między innymi w formie sonetu When Last We Parted (Kiedy ostatnio się żegnaliśmy).